# Joventut Nacionalista de Mallorca
Joventut Nacionalista de Mallorca (JNM) fou fundada l'any 1995 per la fusió de dues organitzacions polítiques juvenils els Joves d'Unió Mallorquina (JUM) i la Joventut Nacionalista de les Illes (JNI). Per herència dels JUM passà a ser des de la seva creació l'organització Juvenil d'Unió Mallorquina.
En el moment de la seva creació n'eren els seus representants: Margalida Miquel Perelló, Presidenta, Bartomeu Soler Vives, vicepresident 1r, Josep Melià Ques, vicepresident 2n.
Ben prest, tot d'una després del seu naixement començà una activitat política notable i de gran presència pública.
Alguns membres destacats de la JNM han estat:
- Miquel Àngel Grimalt Vert, Conseller de Medi Ambient del Govern de les Illes Balears (2007-2010).
- Miquel Ferrer Viver, Batlle d'Alcúdia (1998 - 2010) i Conseller de Turisme del Govern de les Illes Balears (2010).
- Josep Melià Ques, Conseller Insular d'Urbanisme (2001 - 2003), Diputat al Parlament de les Illes Balears (2007) i President d'Unió Mallorquina (2010).
- Margalida Miquel Perelló, Batllessa de Llubí (1995 - 1999 i 2001 - 2003).
- Antoni Salas Roca, Batlle de Costitx (2007).
- Josep Antoni Cifre Rodríguez, President de Caixa Colonya.
- Bartomeu Soler Vives, President del Consell de la Joventut de les Illes Balears (1999 - 2000).

Anualment celebra una escola d'estiu de caràcter formatiu i amb l'objectiu de propiciar el debat polític.
Després d'uns anys d'inactivitat política, el passat 17 de desembre de 2010 celebraren el seu II Congrés per elegir una nova Comissió Executiva, encapçalada per Maria Gibert Vives com a presidenta i Jaume Covas com a Secretari General.